# BePink/Saison 2022
Dieser Artikel listet den Kader und die Siege des Radsportteams BePink in der Saison 2022 auf.

## Kader
| Teamkader 2022            | Teamkader 2022   | Teamkader 2022 | Teamkader 2022                       |
| Name                      | Geburtsdatum     | Land           | Vorheriges Team                      |
| ------------------------- | ---------------- | -------------- | ------------------------------------ |
| Valentina Basilico        | 17. April 2003   | Italien        |                                      |
| Letizia Brufani           | 23. Februar 2002 | Italien        |                                      |
| Lara Crestanello          | 21. März 2002    | Italien        |                                      |
| Giorgia Dioguardi         | 30. August 2002  | Italien        |                                      |
| Michaela Drummond         | 5. April 1998    | Neuseeland     | DNA Pro Cycling (2020)               |
| Elisabet Escursell Valero | 30. Oktober 1996 | Spanien        | Río Miera-Cantabria Deporte (2021)   |
| Markéta Hájková           | 14. März 2000    | Tschechien     | Servetto-Piumate-Beltrami TSA (2019) |
| Nora Jenčušová            | 14. April 2002   | Slowakei       |                                      |
| Nadia Quagliotto          | 22. März 1997    | Italien        | Cronos-Casa Dorada (2020)            |
| Prisca Savi               | 21. März 2002    | Italien        |                                      |
| Jade Teolis               | 12. Januar 2002  | Frankreich     | A.R. Monex Women's (2021)            |
| Matilde Vitillo           | 8. März 2001     | Italien        |                                      |
| Silvia Zanardi            | 3. März 2000     | Italien        |                                      |
|                           |                  |                |                                      |
| Quelle: UCI               |                  |                |                                      |

## Siege
| Siege    | Siege                                                    | Siege      | Siege  | Siege           | Siege |
| Datum    | Rennen                                                   | Staat      | Klasse | Siegerin        |       |
| -------- | -------------------------------------------------------- | ---------- | ------ | --------------- | ----- |
| 20. Mai  | Vuelta a Burgos Féminas, 2. Etappe                       | Spanien    | 2.WWT  | Matilde Vitillo |       |
| 23. Jun. | Slowenische Meisterschaften, Einzelzeitfahren der Frauen | Slowenien  | CN     | Urška Žigart    |       |
| 26. Jun. | Slowenische Meisterschaften, Straßenrennen der Frauen    | Slowenien  | CN     | Eugenia Bujak   |       |
| 7. Aug.  | Tour Féminin International des Pyrénées, 3. Etappe       | Frankreich | 2.1    | Silvia Zanardi  |       |